# 至時 (小惑星)
至時（よしとき、12365 Yoshitoki）は小惑星帯に位置する小惑星。群馬県大泉町のアマチュア天文家、小林隆男が発見した。
江戸時代後期の天文学者で、幕府天文方になった高橋至時から命名された。